# VOICES (森川美穂のアルバム)
『VOICES』（ヴォイセズ）は、森川美穂2枚目のベスト・アルバム。1992年12月9日に東芝EMI/ EASTWORLDからリリース。1990年に東芝EMI移籍後初のベスト・アルバムで通算10作目のアルバム。

## リリースと背景
- 自己最高セールスを記録した『FREESTYLE』から半年後のアルバムリリースで、ベスト・アルバムはバップ時代の『Time-ize』（1989年）以来3年ぶり、2作目となる。
- 移籍第1弾「ブルーウォーター」から本作リリース時の最新作「翼にかえて」（アルバムのアートワークはこれと同じ衣装のものである）までのシングル6作、『Vocalization』以降のアルバム3作の収録曲で構成される。
- 「翼にかえて」とオリジナル・アルバム未収録であった「POSITIVE」がアルバム初収録となる。
- この1990年〜1992年は森川のキャリアの中で最もセールスが好調だった時期であり、本作は『FREESTYLE』に次ぐ売上を記録している[1]。

## 収録曲
| #         | タイトル                        | 作詞       | 作曲             | 編曲                      | 時間  |
| --------- | ------------------------------- | ---------- | ---------------- | ------------------------- | ----- |
| 1.        | 「ブルーウォーター」            | 来生えつこ | 井上ヨシマサ     | ジョー・リノイエ 鈴川真樹 | 4:04  |
| 2.        | 「心のパーキングゾーン」        | 来生えつこ | TSUKASA          | ジョー・リノイエ 鈴川真樹 | 4:31  |
| 3.        | 「Down」                        | 鈴川真樹   | 鈴川真樹         | ジョー・リノイエ 鈴川真樹 | 4:12  |
| 4.        | 「Yes, I Will…」                | 森川美穂   | ジョー・リノイエ | ジョー・リノイエ 鈴川真樹 | 4:23  |
| 5.        | 「BOYS & GIRLS」                | 森川美穂   | 井上ヨシマサ     | 松本晃彦                  | 4:51  |
| 6.        | 「LOVIN' YOU」                  | 麻生圭子   | 井上ヨシマサ     | 米光亮                    | 4:43  |
| 7.        | 「BECAUSE」                     | 森川美穂   | 伊藤美奈子       | ジョー・リノイエ          | 5:03  |
| 8.        | 「POSITIVE」                    | 佐藤純子   | 西司             | 中村哲                    | 4:07  |
| 9.        | 「友達のまま」                  | 森川美穂   | 小森田実         | Dr.55                     | 5:28  |
| 10.       | 「目覚めたヴィーナス」          | 有森聡美   | 大田黒裕司       | Dr.55                     | 4:30  |
| 11.       | 「ビジネスか恋か、それが問題!」 | 森川美穂   | 小森田実         | Dr.55                     | 5:27  |
| 12.       | 「YOU! YOU! YOU!」              | 森川美穂   | 井上日徳         | Dr.55                     | 3:55  |
| 13.       | 「翼にかえて」                  | 山田ひろし | 小路隆           | Dr.55                     | 5:03  |
| 合計時間: | 合計時間:                       | 合計時間:  | 合計時間:        | 合計時間:                 | 60:17 |